# Pauline Nyiramasuhuko
Pauline Nyiramasuhuko (1946–) ruandai politikus és háborús bűnös, aki a ruandai népirtás idején a család- és nőügyi miniszteri pozíciót töltötte be. A Ruandai Hazafias Front győzelmét követően a Kongói Demokratikus Köztársaságba menekült, végül 1997-ben fogták el és 2001-ben kezdődött bírósági meghallgatása. 2011 júniusában az ENSZ ruandai háborús bűnöket vizsgáló törvényszéke bűnösnek találta több száz tuszi nő megerőszakolására és kivégzésére adott utasításai miatt, és életfogytiglani börtönbüntetésre ítélte, ezzel ő lett az első nő, akit népirtásért ítéltek el.

## Élete

### Fiatalkora és karrierje
1946-ban született Ruandában, Ndora faluban egy szegény hutu család gyermekeként. Az Ecole sociale de Karubanda középiskolában tanult, ahol összebarátkozott Agathe Habyarimanával, Ruanda későbbi elnökének, Juvénal Habyarimanának a leendő feleségével.
Nyiramasuhuko szociális munkásnak tanult, majd ilyen munkát is végzett. A szociális ügyek minisztériumában dolgozott, ahol a nőket oktatta az egészségről és a gyereknevelésről. 1968-ban összeházasodott Maurice Ntahobalival és négy gyerekük született. 1986-ban beiratkozott a Ruandai Nemzeti Egyetemre, ahol jogot tanult. 1992-től Habyarimana kormányában ő töltötte be a család- és nőügyi miniszteri pozíciót.

### A támadás háttere
A ruandai népirtás 1994. április 9-én, Habyarimana meggyilkolásával kezdődött. Felfegyverzett hutu milicisták vonultak fel a határra, hogy kiszűrjék a tuszi menekülőket a tömegből. Azokat a hutukat, akik megtagadták a részvételt, szintén megtámadták. Éjszaka Butare város lakói látták a távolban a tüzek fényét és lövöldözést hallottak a szomszédos falvakból, majd fegyveres hutuk tűntek fel a környéken, de a lakosok megvédték annak határait.
Az átmeneti kormány a lázadás hírére Nyiramasuhukót küldte, hogy avatkozzon be a szülővárosában folyó eseményekbe. Megérkezése után utasítást adott a helyi kormányzónak, hogy szervezze meg a kivégzéseket, amikor ő ezt megtagadta, kivégezték és Nyiramasuhuko Kigaliból hívott milicistákat a feladat elvégzésére. 1994. április 25-én több ezer tuszi gyűlt össze a város stadionjában, ahol a Vöröskereszt osztott ételt és biztosított szállást. Nyiramasuhuko csapdát állított nekik. Az Interahamwe milicistái, akiket 24 éves fia, Arsène Shalom Ntahobali vezetett, körbevették az épületet. A menekülteket megerőszakolták, megkínozták és megölték, majd a testeiket felgyújtották. Nyiramasuhuko állítólag azt mondta az esemény előtt a milicistáknak, hogy „mielőtt megölitek a nőket, meg kell erőszakolnotok őket.” Egy másik incidens során megparancsolta embereinek, hogy vegyenek gázolajat az autójából, és azzal gyújtsanak fel élve egy csapat megerőszakolt nőt, egyiküket szemtanúként életben hagyta.
1994-ben, a vereség után a Kongói Demokratikus Köztársaságba menekült. Három év múlva, 1997-ben tartóztatták le Kenya fővárosában, Nairobiban fiával, Jean Kambanda volt miniszterelnökkel és nyolc másik emberrel együtt.

### Tárgyalása
Nyiramasuhuko pere 2001 és 2011 között zajlott a Ruandai Nemzetközi Törvényszék előtt. Ő volt az első nő, akit nemzetközi bíróság vont felelősségre tetteiért. 1999. augusztus 9-én helyezték vád alá népirtás elkövetésére szőtt összeesküvés, bűnpártolás, nyilvános és közvetlen népirtásra felbujtás, emberiség elleni bűnök és a genfi egyezmény 3. cikkének megszegése miatt. Ő a tárgyaláson ártatlannak vallotta magát. Nyiramasuhuko ügyét öt társáéval együtt tárgyalták a „Butare per” részeként. Köztük volt fia, Arsène Shalom Ntahobali is, akit az Interahamwe félkatonai milícia vezetése miatt került a bíróság elé. A záróbeszédekre 2009. május 1-jén került sor.
2011. június 24-én a bíróság bűnösnek találta hét vádpontban, köztük nemi erőszakra való felbujtásban és népirtásban, viszont három vádpont alól felmentették. Tetteiért életfogytiglani börtönbüntetésre ítélték, és legkorábban 25 év múlva szabadulhat. Fiát tényleges életfogytiglan börtönbüntetésre ítélték, a másik négy vádlott pedig 25 év börtönbüntetést kapott.